# Peperita molybdopasta
Peperita molybdopasta là một loài bướm đêm trong họ Noctuidae.